# 158
El año 158 (CLVIII) fue un año común comenzado en sábado del calendario juliano, en vigor en aquella fecha.
En el Imperio romano el año fue nombrado el del consulado de Tértulo y Sacerdote, o menos frecuentemente, como el 911 ab urbe condita, siendo su denominación como 158 a principios de la Edad Media, al establecerse el anno Domini.

## Acontecimientos
- El uso más antiguo de Sol Invictus, en una dedicatoria de Roma.
- Cambio de nombre de era en la China de la dinastía Han: de Yongshou pasa a Yangxi.